# حمام حاج مصطفی
حمام حاج مصطفی مربوط به دوره قاجار است و در شهرستان ساری، بخش مرکزی، دهستان میاندرود کوچک، روستای زرین آباد علیا واقع شده و این اثر در تاریخ ۲۵ آبان ۱۳۸۷ با شمارهٔ ثبت ۲۳۸۶۶ به‌عنوان یکی از آثار ملی ایران به ثبت رسیده است.